# Homocisteïna
L'homocisteïna (en anglès:Homocysteine) és un α-aminoàcid amb sofre que no forma part de cap proteïna i que s'origina en el catabolisme de la metionina o de la cistationina. Rep aquest nom perquè té una estructura anàloga a la de l'aminoàcid cisteïna, de la qual es diferencia per un pont de metilè addicional (-CH₂-). Es biosintetitza a partir de la metionina després que en desaparegui el grup metil terminal Cε. L'homocisteïna es pot reciclar cap a metionina o convertir-se en cisteïna amb l'ajut de les vitamines del grup B, en especial la B6 i la B12. És important en la transferència de grups metil en el metabolisme cel·lular i se la considera un factor involucrat en l'aparició de malalties cardiovasculars i malalties cerebrovasculars, tot i que els nivells baixos no en representen una millora. La hiperhomocisteïnèmia intervé en el procés patogenètic de la trombosi, tant venosa com arterial, i de l'ateroesclerosi coronària. Es creu també que nivells alts d'aquest compost en plasma podrien ser un factor de risc pel desenvolupament d'altres entitats clíniques de naturalesa molt dispar, com ara la preeclàmpsia, l'Alzheimer, l'autisme, l'esquizofrènia, l'osteoporosi senil, l'infart miocardíac, el càncer de mama o el trastorn per dèficit d'atenció amb hiperactivitat.
L'homocistinúria clàssica és una malaltia autosòmica recessiva freqüent del metabolisme de la metionina.

## Estructura
L'homocisteïna existeix en valors de pH neutres com un zwitterion.

Forma Betatina de (S)-homocisteïna (esquerra) i (R)-homocisteïna (dreta)

## Biosíntesi
L'homocisteïna no s'obté de la dieta. En lloc d'això es biosintetitza a partir de la metionina seguint un procés de molts passos, en el primer dels quals la metionina rep el grup adenosina de l'ATP i que necessita la participació de diversos enzims per desenvolupar-se correctament.

Cicle del folat, cicle de la metionina, trans-sulfuració i hiperhomocisteinèmia. 5-MTHF: 5-methyltetrahydrofolate; 5,10-methyltetrahydrofolate; BAX: Bcl-2-associated X protein; BHMT: betaine-homocysteine S-methyltransferase; CBS: cystathionine beta synthase; CGL: cystathionine gamma-lyase; DHF: dihydrofolate (vitamina B9); DMG: dimethylglycine; dTMP: thymidine monophosphate; dUMP: deoxyuridine monophosphate; FAD^{+} Dinucleòtid de flavina i adenina; FTHF: 10-formyltetrahydrofolate; MS: methionine synthase; MTHFR: methylenetetrahydrofolate reductase; SAH: S-adenosyl-L-homocysteine; SAMe: S-adenosyl-L-methionine; THF: tetrahydrofolate.

## Detecció
L'homocisteïna pot ser detectada de forma directa en plasma emprant diversos mètodes colorimètrics específics, o bé amb l'ús de procediments millorats de cromatografia líquida d'alta resolució. Existeixen aparells de laboratori dissenyats per quantificar-la de forma automàtica en múltiples mostres de plasma i orina indistintament.

## Avaluació del nivell d'homocisteïna
La concentració total d'homocisteïna és el resultat d'una complicada xarxa d'interaccions entre múltiples factors genètics i ambientals, en la qual influeixen molts determinants fisiològics (edat, sexe, embaràs, menopausa, per exemple). Determinats defectes genètics també alteren les concentracions d'aquest aminoàcid: deficiència de cistationina-β-sintasa, deficiència de la N5, N10-metilentetrahidrofolat reductasa i deficiència de metionina sintasa. Entre els determinants dietètics que poden modificar els valors d'homocisteïna destaquen l'estatus vitamínic, el consum d'alcohol i tabac, el contingut de metionina de les proteïnes ingerides i l'exercici físic. Alguns fàrmacs en particular i la manipulació incorrecta de la mostra a analitzar són altres variables puntuals amb influència sobre les concentracions de l'aminoàcid que cal tenir en compte a l'hora d'interpretar una determinació aïllada d'homocisteïna.